# James Hamilton (1er comte d'Arran)
Pour les articles homonymes, voir James Hamilton, Hamilton et Comte d'Arran.
James Hamilton, 1er comte d'Arran et 2e Lord Hamilton (vers 1475–1529) est un noble écossais, cousin germain du roi d'Écosse Jacques IV.

## Biographie
Il est le seul fils de James Hamilton, 1er Lord Hamilton, et sa femme, Marie Stuart, comtesse d'Arran. Marie était une fille du roi Jacques II et de sa femme Marie de Gueldre.
Hamilton a hérité à la seigneurie et des terres de son père à la mort de celui-ci en 1479. En 1489 il est nommé shérif de Lanark et conseiller privé auprès de Jacques IV. Le 28 avril 1490, il se marie avec Elizabeth Home, fille d'Alexander Home, 2e lord Home.
Entre avril et août 1502, il commande une flotte navale envoyée pour aider le roi Jean Ier de Danemark, l'oncle de Jacques IV, contre une rébellion suédoise. Il négocie le mariage de Jacques avec Margaret Tudor qui a lieu le 8 août 1503. Le même jour il est créé comte d'Arran, puis lieutenant-général de l'Écosse. En mai 1504 il commande une expédition navale pour réprimer un soulèvement dans les Hébrides.
Il est brièvement détenu en l'Angleterre par Henry VII qui se méfiait d'un renouvellement de l'Auld Alliance entre l'Écosse et la France, au retour d'une mission diplomatique. Lorsque Henri VIII rejoint la Ligue de Cambrai en 1513, l'Écosse soutient la France contre l'Angleterre. Hamilton reçoit le commandement de la flotte navale écossaise. Il se rend en Ulster et attaque Carrickfergus, principal bastion anglais en Irlande. La flotte met le cap vers la France où il arrive en septembre 1513 pour apprendre la défaite sanglante de Flodden et la mort de Jacques IV.
Pendant la minorité du roi Jacques V, il s'oppose à Archibald Douglas et au parti anglais, mais complote aussi contre le régent Jean d'Albany. Toutefois ce dernier le nomme président du conseil de régence pendant son absence en France de 1517 à 1520.
Après le retrait de Jean d'Albany en 1524, Hamilton est contraint par Henri VIII d'Angleterre de réadmettre Angus au conseil. Il soutient ce dernier contre le comte de Lennox en 1526 à la bataille de Linlithgow Bridge, mais se rallie à Jacques V dès que celui-ci se libère des Douglas.

## Mariage et enfants
Hamilton s'est marié vers 1490, à Èlisabeth Home, fille d'Alexandre Home, 2e Lord Home. Le mariage a été dissous en 1506, quand il a été constaté que le premier mari d'Èlisabeth, Thomas Hay, était encore vivant au moment du mariage. Hay avait apparemment quitté le pays et passé pour mort quand Hamilton a épousé Élisabeth Home, mais il fut plus tard établi que Hay ne mourut qu'en 1491 ou plus tard.
En novembre 1516 Hamilton épouse Janet Bethune de Easter Wemyss dont le mari Sir Robert Livingstone de Easter Wemyss avait été tué à la bataille de Flodden.
il déjà eu plusieurs enfants illégitimes, son fils aîné étant illégitime James Hamilton de Finnart [1] les questions juridiques complexes du second mariage serait continuera à perturber son héritier, dont la légitimité a été contestée par ses rivaux en 1543. [5]
Le comte d'Arran (titre hérité de sa mère) et Janet Bethune eurent quatre enfants :
- Helen Hamilton, qui épouse Archibald Campbell (4e comte d'Argyll)
- James, 2e comte d'Arran et plus tard duc de Châtellerault ; gouverneur de l'Écosse pendant la minorité de Marie, reine d'Ecosse
- Janet Hamilton, qui a épousé Alexander Cunningham, 5e Comte de Glencairn

Hamilton eut des enfants illégitimes :
- James Hamilton of Finnart
- Élisabeth Hamilton, marié Robert Sempill, Maître de Sempill
- John Hamilton, abbé de Paisley et trésorier de l'Ecosse

Avec sa maitresse Beatrix Drummond, fille de John Drummond, 1er Seigneur Drummond et son épouse Lady Elizabeth Lindsay; il eut : 
- Margaret Hamilton, épouse d'Andrew Stewart, 2e Seigneur Avondale
- John Hamilton de Samuelston, époux de Janet Home, fille unique et héritière légitime d'Alexandre Home, 3e Lord Home